# Тверской железнодорожный вокзал
Тверско́й железнодоро́жный вокза́л (Никола́евский; c 1930 по 1997 Кали́нинский) — пассажирский терминал станции Тверь, крупнейший транспортно-пересадочный узел Твери и Тверской области. Годовой пассажиропоток (2018) составил 5 872 452 человека, из них в пригородном сообщении — 5 052 108 человек, в дальнем сообщении — 820 344. Относится к 1 классу.
Железнодорожный вокзал «Тверь» (дальних перевозок) — структурное подразделение Северо-Западной региональной дирекции железнодорожных вокзалов — структурного подразделения Дирекции железнодорожных вокзалов — филиала ОАО «Российские Железные Дороги». Здание вокзала расположено по адресу ул. Коминтерна, 18. Начальник вокзала дальних перевозок — Роздин Юрий Львович.
Железнодорожный вокзал «Тверь» (пригородных перевозок) — структурное подразделение Северо-Западной региональной дирекции пассажирских обустройств — структурного подразделения Дирекции пассажирских обустройств — филиала ОАО «Российские Железные Дороги». Начальник Тверского участка — Стаховский Анатолий Генрикович.

## История
Здание вокзала было построено в 1845—1848 годах по типовому проекту вокзала первого класса (подобные были возведены в Малой Вишере, Бологом и Клину) архитектора Р. А. Желязевича (автора проектов и других основных зданий, помощника К. А. Тона). Руководил строительством инженер-подполковник П. А. Мейнгардт. Точная копия вокзала построена на станции Клин. Здание построено по островной системе, между двумя главными путями. Кирпич для строительства был изготовлен на Хвастовском заводе, цоколь выполнен из старицкого белого камня.
В эпоху существования Российской империи, на вокзале неоднократно бывали августейшие особы. 19 августа 1851 года во время поездки из Петербурга в Москву на вокзале останавливался Николай I, 10 августа 1858 года и 25 мая 1866 года, во время своего визита в Тверь — Александр III с Императрицей Марией Александровной, 18 октября 1893 года принцесса Ольденбургская принц Ольденбургский, 4 августа 1914 года и 21 апреля 1915 года — Николай II с семьёй. 

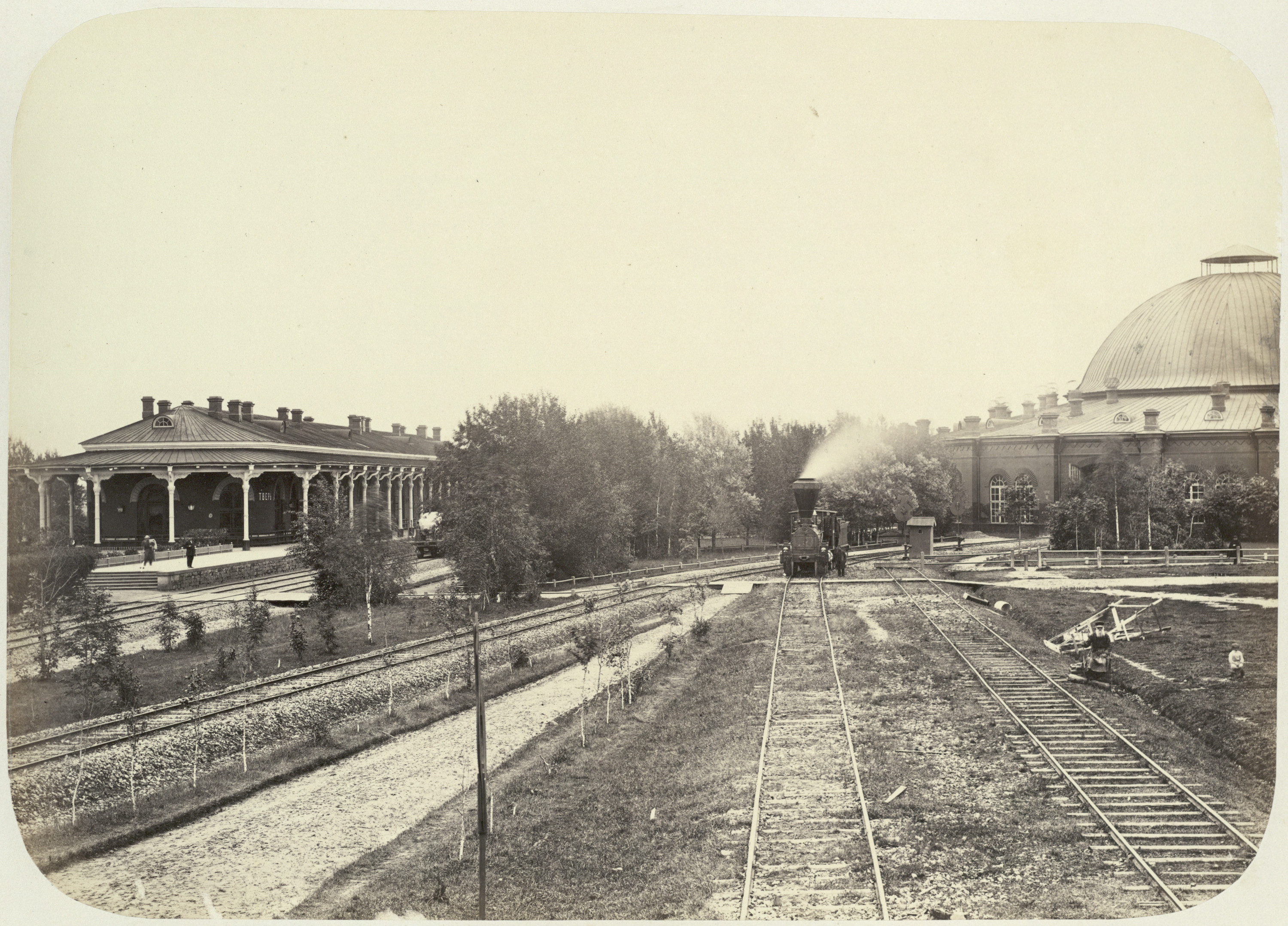
Железнодорожная станция Тверь Николаевской железной дороги. Справа виднеется здание кругового депо. 1864г.

На вокзале в ноябре 1921 года, 15 января 1927 года, 13 июня 1935 года, М. И. Калинин встречался с представителями трудящихся и общественных организаций города.
В 1977 году вокзал отделён от грузовой станции Тверь и вошёл в состав Тверского участка Московской дирекции по обслуживанию пассажиров.
В 1984—1990 годах была построена береговая часть вокзала («Новый вокзал»), открытый 29 июня 1991 года и расположенный на правой (северо-восточной) стороне от существовавшего.
С 1954 года по 1999 год вокзал возглавляла Галина Фёдоровна Сукова (1926—2010), под руководством которой была проделана большая работа по реконструкции и расширению пассажирского комплекса, внедрению в работу последних технологий и достижений. Высокие хозяйственные и экономические показатели, достигнутые под её руководством, позволили коллективу железнодорожного вокзала Тверь стать победителями отраслевого соревнования за 1 квартал 2002 года.
В 2008—2009 годах вокзал был частично реконструирован и оборудован турникетами; общий объём инвестиций в проект составил 70 млн рублей. На церемонии открытия присутствовали глава РЖД В. И. Якунин и губернатор Тверской области Д. В. Зеленин.
В конце 2009 года РЖД приняло решение о реконструкции вокзала. В рамках проекта планировалось создать парковку общественного и личного автотранспорта, озеленить территорию, построить гостиничный, торговый, общественно-деловой и культурно-досуговый комплексы, транспортную инфраструктуру. В августе 2012 года начаты работы по реконструкции здания исторического вокзала, которые первоначально планировалось завершить в 4 квартале 2013 года (подрядчик — ООО «Корпорация Р-Индустрия»), в дальнейшем срок проведения работ был продлён до мая 2015 года. Первый этап реконструкции, включавший в себя капитальный ремонт Московского крыла вокзала и пассажирских платформ № 3 и 4, завершился в марте 2014 года. Торжественное открытие вокзала после реконструкции состоялось в присутствии губернатора Тверской области В. Шевелева, начальника Октябрьской железной дороги О. Валинского и начальника Центральной дирекции пассажирских обустройств М. Шнейдера 5 августа 2015 года. Инвестиции ОАО «РЖД» в реализацию проекта составили около 730 млн рублей.

## Архитектура

### Николаевский вокзал
Вокзал был спроектирован академиком архитектуры Р. А. Желязевичем, построен инженерами Корпуса путей сообщения Волковым, Кенигом, Кирхнером, Вержбовским, Штукенбергом и другими. Строительные работы велись под руководством Н. О. Крафта.
Островной вокзал построен в русско-византийском стиле с элементами флорентийской архитектуры («окна в браманте»). Здание кирпичное, оштукатуренное, двухэтажное, длиной 54 сажени (115 м), со скруглёнными торцовыми фасадами, обведено галереей на чугунных колоннах для выхода пассажиров на перрон. Состояло из залов 1-го — 3-го классов, кассового, багажного и телеграфного отделений, буфета, кухни. В московском крыле вокзала находилось отделение для кассирской выручки и багажа, в петербургском — императорское отделение (5 комнат), игравшие роль представительных учреждений, в которых проходили встречи с главами города и представителями общественности, служившими также местом отдыха для членов императорской семьи, местом торжественных церемоний по случаю приезда Его высочества. Напротив императорского отделения был разбит сад площадью 3922 квадратные сажени. В интерьере использовалась драпировка, цветные и зеркальные стёкла, дубовый паркет для пола, мраморные камины, изготовленные итальянским мастером П. Катоцци. Стены покрывали бумажными цветочными обоями с золочёными багетами. Двери изготавливались на заказ столярным мастером Гассе в Петербурге.

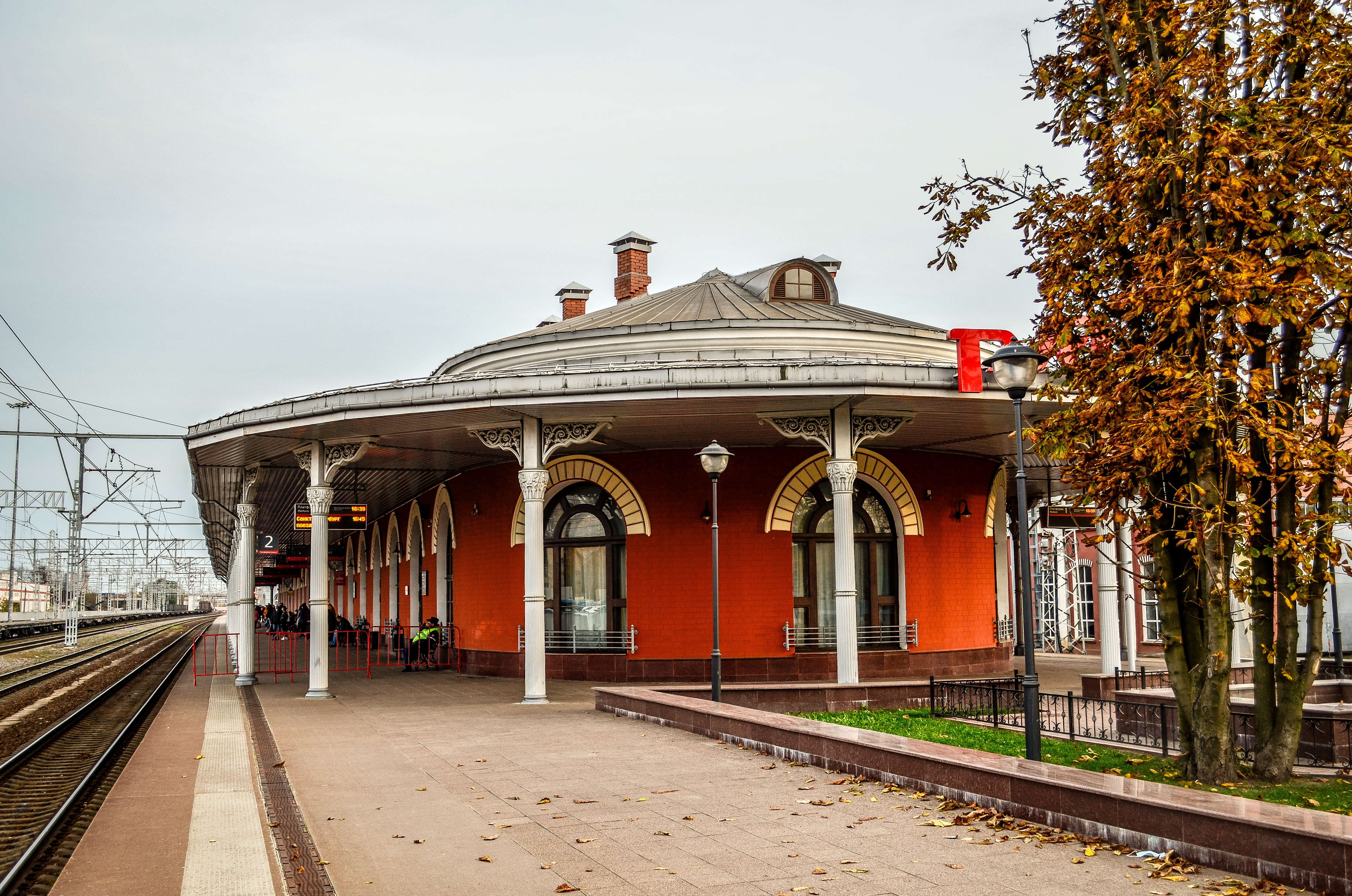
Здание островного Николаевского вокзала (старое здание) было построено в 1845—1848 годах по типовому проекту вокзала первого класса архитектора Р. А. Желязевича.

Здание было обведено галереей на чугунных колоннах для выхода пассажиров к перронам и укрытия от непогоды. Пол на галереях сначала уложили асфальтом. В 1848 году Константин Тон предложил в пассажирских домах I и II класса полы на галереях и в залах выстилать изразцами, изготовленными на фабрике Г. Клейна в Санкт-Петербурге. Крыши здания и галереи были покрыты листовым железом и окрашены масляной краской. Стены и сводчатые потолки внутри оштукатурены. Внутренние окна и двери пассажирского здания выполнены из соснового дерева и окрашены белилами, а наружные из профилированного дуба. Печи в общих залах унтермарковские, круглые в железных футлярах, а в прочих — голландской работы, изразчатые. Согласно смете, здание было построено из кирпича, на фундаменте из крупного булыжного камня по извести с плотной расщебёнкой на песчаном грунте. Толщина стен в три кирпича, своды в больших залах в два с половиной кирпича на железных связях.
Здание вокзала состоит из двух этажей и подвала. На первом этаже находятся вестибюль-турникетный зал, зал ожидания на 75 человек, ресторан на 15 человек, медпункт, служебные помещения. На втором этаже здания находятся кабинеты начальника станции и участка обслуживания МТППК, товарная контора и другие служебные помещения. В подвале располагаются помещения для прокладки коммуникационных сооружений и подсобные помещения.
К началу 2000-х значительная часть исторического архитектурного облика вокзала была утрачена. В частности, были утрачены интерьеры вокзала (в том числе императорская комната), навес и колонны с торцевых фасадов здания, претерпел изменения изначальный вид окон. В ходе реконструкции 2012—2015 годов был восстановлен исторический вид фасадов и интерьеров вокзала, в том числе, императорской комнаты, залов второго и третьего классов. Генеральным подрядчиком реконструкции стала ООО «Корпорация Р-Индустрия», главный архитектор проекта — В. В. Курочкин. В ходе реконструкции были восстановлены лепнина, два мраморных камина, дубовые двери и оконные рамы. Пол в Круглой комнате Императорских покоев был покрыт дубовым паркетом с элементами ореха, берёзы и ясеня. Рисунок на полу воссоздан по архивным документам и фотографиям. Утраченная к началу реконструкции оригинальная метлахская плитка была заменена на аналогичную, произведённую в Великобритании, не сохранившиеся хрустальные люстры в залах были изготовлены на Тверском стекольном заводе.

### Новый вокзал
С 1976 года институт Ленгипротранс разрабатывал проект расширения вокзального комплекса. В разработке участвовали архитекторы М. А. Сатаев, В. И. Кузнецов, инженеры В. А. Правоторов, Н. А. Верещагин, К. М. Кемпинский Расширение калининского вокзала было начато в соответствии с приказом МПС № 12 Ц от 5 мая 1987 года «Об улучшении обслуживания пассажиров на железнодорожном транспорте». Новое здание вокзала (береговая часть) вместимостью 2 000 человек было построено в 1984—1990 годах и открыто 29 июня 1991 года.

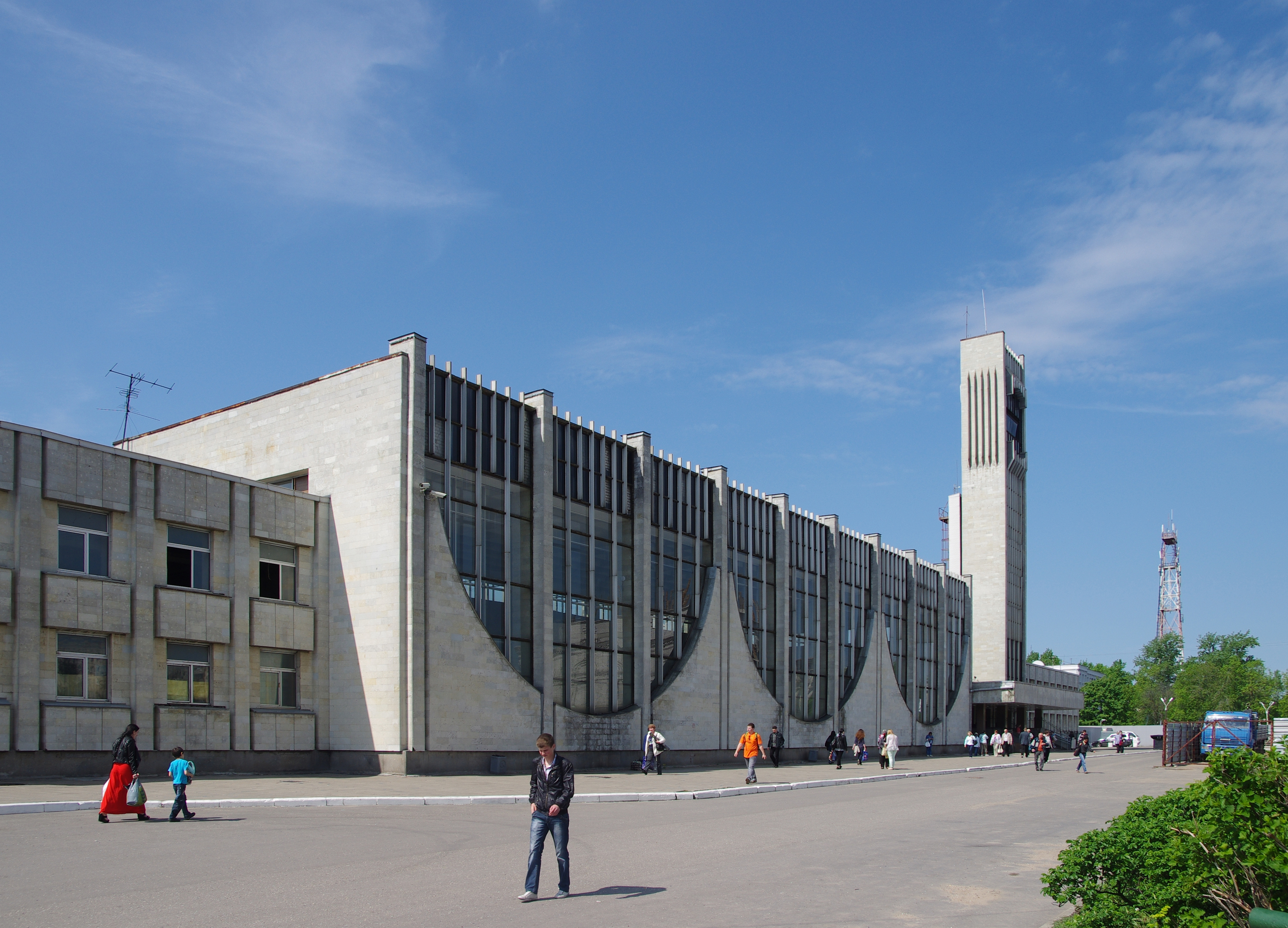
Новое здание вокзала вместимостью 2 000 человек было построено в 1984—1990 гг. по проекту В. И. Кузнецова и др. (Ленгипротранс), открыто 29 июня 1991 года и расположено на правой (северо-восточной) стороне от существовавшего.

Здание выстроено в духе советского модернизма. Фасад здания, оформлен как три опрокинутые стеклянные арки, и обращён к городу, на проспект Чайковского. Рядом поставлена высокая прямоугольная часовая башня. Стены зала ожидания украшены мозаичным панно из разноцветной смальты. Авторы панно — А. Голубцов и А. Князев. Один из сюжетов изображает историю древней Твери, второй — достижения народного хозяйства в советский период; между ними — композиция с зодиакальным кругом, в центре которой находится роза румбов и герб Твери. Стены кассового зала украшены гербами городов Тверской области. Примечательно, что среди них есть герб города Корчевы, который был затоплен при сооружении Иваньковского водохранилища задолго до постройки здания нового вокзала. Новое здание соединено со Старым вокзалом подземным переходом (построен в 1993 году).
После открытия Нового вокзала в его зале ожидания по инициативе начальника вокзала Г. Ф. Суковой была разбита оранжерея, где собраны более 200 видов и сортов различных растений: софора японская, шелковица, абрикос обыкновенный, алыча, айва плодовая, виноград культурный, грецкий орех, дуб красный, корейский барбарис, клён маньчжурский, кофейное и хлопковое деревья, бананы, 12 видов пальм. В закрытой оранжерее собрана коллекция фикусов, душистый имбирь, кардамон, псидиум и другие. Смотрителем оранжереи стал инженер-биолог Евгений Сергеевич Коровицин.
Здание «Нового вокзала» обладает значительными площадями, не пригодными для сдачи в аренду, а также не соответствует современным стандартам обслуживания пассажиров. В этой связи Дирекцией железнодорожных вокзалов было принято решение о первоочередной реконструкции вокзального комплекса, как находящегося на полигоне высокоскоростного сообщения. Проект реконструкции вокзального комплекса в рамках создания транспортно-пересадочного узла подразумевал снос существующей береговой части (см. ниже).
В настоящее время снос здания больше не планируется, а модернизацию намереваются произвести без разрушения здания вокзала. Такое решение было озвучено губернатором Тверской области Игорем Руденей в 2022 году после сбора 15 тысяч подписей под петицией за сохранения нового здания вокзала.

### Проект реконструкции
В 2010 году Дирекцией железнодорожных вокзалов было принято решение о глубокой модернизации вокзального комплекса в рамках программы развития вокзальных комплексов до 2015 года. В 4 квартале 2011 года были проведены проектно-изыскательные работы по реконструкции вокзала, в результате которых было изменено архитектурное решение проекта. Реконструкции железнодорожного вокзала предусматривает создание крупного транспортно-пересадочного узла, и предполагает объединение, железнодорожного и автовокзала, создание многоярусной крытой парковки на 800 машиномест. Планируется строительство новой пассажирской платформы. Отличительной архитектурной особенность проекта является создание распределительного зала над железнодорожными путями. Общая площадь вокзального комплекса составит около 54 500 м², из них 11 000 м² займёт вокзал, 22 000 м² будет занимать торгово-развлекательный комплекс.
Соглашение о реализации проекта между Правительством Тверской области и Дирекцией железнодорожных вокзалов было подписано 26 июня 2012 года в рамках Второго международного инвестиционного форума. Финансирование проектов будет осуществлено за счёт средств бюджета Тверской области, ОАО «РЖД» и средств инвесторов, общий объём инвестиций в строительство оценивался в 2,7 млрд рублей. В дальнейшем было проведено несколько встреч рабочих групп Дирекции железнодорожных вокзалов и Правительства Тверской области по согласованию и реализации проекта, последняя из которых состоялась 15 октября 2013 года. В 2016 году проект реконструкции вокзала стал частью плана по созданию нового общественно-делового центра — Тверь-Сити. По состоянию на 2017 год, никаких фактических работ начато не было. По состоянию на 2022 год от идеи сноса здания вокзала полностью отказались в пользу модернизации существующего вокзала.

## Безопасность
В целях обеспечение безопасности пассажиров, на вокзале установлено 20 камер видеонаблюдения, 2 металлодетектера. В рамках мероприятий по борьбе с безбилетным проездом, на вокзале установлены 17 турникетов автоматизированной системы оплаты, контроля и учёта проезда (АСОКУПЭ), осуществляется перронный контроль, несмотря на признание транспортной прокуратурой подобного метода проверки проездных документов незаконной.
20 марта 2024 года рамка металлодетектора и «лента» с рентгенологическим оборудованием были установлены в здании пригородного вокзала. Из-за этого стали образовываться большие очереди перед пунктом досмотра, так как одна «лента» не справляется с большим потоком пассажиров, люди стали опаздывать на пригородные поезда даже приходя заблаговременно, крупная давка образовалась 7 апреля и 16 июня 2024 года.

## Пути и платформы
- 1-я платформа (высокая), Iп главный путь — предназначена для приёма и отправления поездов дальнего следования направлением на Москву (фактически, поезда прибывают к правой стороне 3-й платформы);
- 2-я платформа (высокая), IIп главный путь — предназначена для приёма и отправления поездов дальнего следования направлением на Санкт-Петербург; используется для прибытия пригородных поездов из Москвы, иногда используется для отправления пригородных поездов направлением на Москву с неправильного пути; также с неё отправляется пригородный экспресс Москва — Тверь — Бологое
- 3-я платформа (высокая):
  - 3-я платформа левая сторона, 41 путь — предназначена для приёма и отправления пригородных поездов направлением на Москву;
  - 3-я платформа правая сторона, Iп главный путь — предназначена для приёма и отправления пригородных поездов направлением на Москву;
- 4-я платформа (низкая), 37 и 39 пути — предназначена для приёма и отправления пригородных поездов направлением на Бологое, Торжок, Васильевский Мох (Движение на Васильевский мох не осуществляется с 2014 года[44]).

Данный порядок не является строгим. Поезда дальнего следования могут прибывать на платформу с неправильного пути (при обгоне другим поездом). Пригородные поезда также могут прибывать и отправляться с 1-й или 2-й платформ (при занятых тупиковых путях или подаче/уборке в парк, что бывает довольно часто, поскольку непосредственно на станции Тверь почти нет места для отстоя электричек, и отстой соответственно осуществляется в парке между станциями Тверь и Пролетарская).

## Движение поездов

### Дальнее сообщение
По летнему графику 2019 года, вокзал обслуживает 48 пар поездов дальнего следования в сутки, в том числе 2 пары — в международном сообщении. На станции останавливаются практически все поезда дальнего следования, проходящие по главному ходу ОЖД, соединяющие Москву с Петербургом и другими городами северо-запада России, Финляндией и Эстонией, а также Петербург с Нижним Новгородом, Казанью, Самарой, городами юга России. Время в пути из Москвы варьируется, в среднем, от 2 до 3 часов. Минимальное время следования принадлежит поезду Сапсан — 1 час 2 минуты. Наибольшая интенсивность движения поездов дальнего следования по станции Тверь приходится на вечерние, ночные и утренние часы.

### Скоростное сообщение
С 18 декабря 2009 года на Октябрьской железной дороге осуществляется движение скоростных электропоездов Сапсан по маршруту Санкт-Петербург — Москва. С 30 июля 2010 года по 31 октября 2011 года и с 1 марта 2018 года также осуществляется сообщение по маршруту Санкт-Петербург — Москва — Нижний Новгород. Из 15 пар скоростных поездов остановку в Твери имеют 11. Время стоянки всех скоростных поездов — 2 минуты. Скоростное сообщение осуществляется в утреннее, дневное и вечернее время.

### Пригородное сообщение
Регулярное пригородное пассажирское сообщение было открыто 1 февраля 1962 года по маршруту Калинин — Москва, первый ЭР-2 по маршруту провёл машинист депо Москва-Октябрьская Анатолий Колобков. Всего в сутки курсировало 4 пары пригородных поездов, вскоре их количество было увеличено. Так же, до середины 1980-х годов курсировал маршрут Калинин — Клин, обслуживавшийся электросекциями СР3 приписки депо Калинин. В 1963 году на маршруте Калинин — Спирово, а затем и Калинин — Бологое было организовано пригородное сообщение электросекциями СР3.
От станции отправляются электропоезда на Москву (15 пар), Бологое (4 пары) и Торжок (3 пары). Электрички в направлении Бологого отправляются из северного тупика, с низких платформ, электрички на Москву — из южного тупика, с высоких платформ. Среднее время следования пригородных поездов до Москвы — 2 — 2,5 часа, до Бологое — 3 часа. До 2014 года также ходили пригородные поезда на Васильевский Мох (ежедневно; с 2012 года — 3 пары по пятницам, субботам и воскресеньям).
1 октября 2015 года на маршруте Тверь — Москва было начато движение скоростных электропоездов «Ласточка». Объём движения на маршруте составил 8 пар поездов в сутки, при этом сокращение пригородных поездов не проводилось. С декабря 2015 года их количество на маршруте Тверь — Москва было увеличено до 13 пар по выходным и 11 пар по будням. Среднее время следования «Ласточек» до Москвы — 1 час 45 минут. С 9 декабря 2018 года началось движение Ласточек на маршруте Тверь — Торжок. Среднее время следования «Ласточек» до Торжка — 1 час. С 27 апреля 2022 года число «Ласточек» на участке Москва — Тверь увеличилось до 15 пар.
Пригородное сообщение по станции Тверь осуществляется в утренние, дневные и вечерние часы.

## Услуги вокзала
Сервисный центр вокзала работает с 7.00 до 21.00 и оказывает следующие виды услуг:
- Информационно-справочные услуги;
- Отправление, приём и хранение ручной клади и багажа;
- Доставка корреспонденции скоростными поездами «Сапсан»;
- Комната длительного отдыха;
- Услуги городской и междугородней связи;
- Зарядка мобильных устройств;
- Транспортные услуги.

## Общественный транспорт
С привокзальной площади осуществляется пересадка на следующие маршруты городского общественного транспорта Твери (остановка — «Железнодорожный вокзал»):
Автобусы:
- № 1 «Железнодорожный вокзал — Ореховая улица» (в химинститут);
- № 27 «Железнодорожный вокзал — Посёлок Большие Перемерки»;
- № 33 «Железнодорожный вокзал — Леруа-Мерлен»;
- № 52 «Железнодорожный вокзал — Село Никольское»;
- № 108 «Железнодорожный вокзал — Кривцово — Никулино — Брусилово — Ж/д Вокзал»;
- № 129 «Железнодорожный вокзал — ПК Аквариус»;

Ещё больше городских автобусов проходит через остановки, расположенные на перекрёстке улицы Коминтерна и проспекта Чайковского, рядом с Привокзальной площадью.
С Привокзальной площади также возможна посадка на междугородние автобусные маршруты:
- № 506 «Автовокзал Тверь— Автостанция Весьегонск»;
- № 519 «Автовокзал Тверь — Вокзал Савёлово»;
- № 530Т «Автовокзал Тверь — Автовокзал Осташков»;